# Georg Nagler (Rechtswissenschaftler)
Georg Nagler (* 4. März 1959 in Amberg) ist ein deutscher Rechtswissenschaftler.

## Leben
Georg Nagler studierte nach seinem Abitur (Jahrgangsbester mit der Note 1,0 am staatlichen Max-Reger-Gymnasium Amberg) Rechtswissenschaften an der Ludwig-Maximilians-Universität München als Stipendiat der Bayerischen Begabtenförderung. Er promovierte 1989 mit einer Arbeit mit dem Thema „Dogmatische Strukturen der Beweislast im Öffentlichen Recht“, zum Dr. jur. bei Rupert Scholz.
Nach dem Studium wurde Nagler juristischer Staatsbeamter am Landratsamt Amberg-Sulzbach. Ab 1990 war er Dozent an der Bayerischen Beamtenfachhochschule und 1992 wurde er Professor für allgemeine Rechtswissenschaften an der Fachhochschule Biberach, 1993 deren Prorektor. 1994 erhielt er die Ernennung zum Gründungspräsidenten der Fachhochschule Hof. Im Jahr 1999 wurde er für eine zweite Amtsperiode wiedergewählt. Für sein Engagement für Stadt und Hochschule wurde er 2001 mit dem Goldenen Ehrenring der Stadt Hof ausgezeichnet.
Von 2001 bis 2005 war er Vorstandsmitglied der AOK Bayern mit den Aufgabengebieten Personal und Organisation, IT, Immobilien, Revision und Datenschutz. 2005 ließ er sich als Anwalt in München nieder.
Vom 1. November 2006 bis zum 30. April 2008 war Nagler als Hauptgeschäftsführer des Bundesinnungsverbandes für Orthopädietechnik verbandspolitisch verantwortlich für etwa 1600 Betriebe mit mehr als 35.000 Mitarbeitern und einem Standardumsatz mit der gesetzlichen Krankenversicherung von mehr als 3 Milliarden €.
2008 wurde er Geschäftsführer einer Unternehmensholding und war weiterhin Dozent an der Hochschule für angewandte Wissenschaften München. 2012 wurde Nagler zum Rektor der Dualen Hochschule Baden-Württemberg Mannheim gewählt.
Nagler ist seit 1978 Mitglied der katholischen Studentenverbindung KDStV Trifels München.

## Werke
- Georg Nagler: Dogmatische Strukturen der Beweislast im Öffentlichen Recht. Universitätsdissertation, München 1989, DNB 900386479.